# هنری ویندهام
هنری ویندهام (انگلیسی: Henry Wyndham; ۱۲ مهٔ ۱۷۹۰ – ۳ اوت ۱۸۶۰) نظامی و سیاستمدار اهل پادشاهی متحد بریتانیای کبیر و ایرلند بود.